# Cariolisi
La cariolisi (dal greco κάρυον karyon, nucleo, e λύσις lysis, scioglimento) è un fenomeno che consiste nel dissolvimento completo della cromatina che si disperde nel citoplasma, dovuto all'azione degradante delle endonucleasi nella cellula morente. Alla fine l'intera cellula si colora in modo uniforme di eosina. Il processo è di solito preceduto dalla carioressi e avviene principalmente in seguito a una necrosi, mentre nell'apoptosi il nucleo si trasforma nei corpi apoptotici dopo la carioressi.